# Växjö socken
Växjö socken i Småland ingick i Konga härad (före 1891 även en del i Kinnevalds härad) i Värend, uppgick 1940 i Växjö stad och området är sedan 1971 en del av Växjö kommun i Kronobergs län, från 2016 inom Skogslyckans, Teleborgs och Växjö Maria distrikt.
Socknens landareal är 74,39 kvadratkilometer varav land 59,6. År 1930 fanns här 4 430 invånare. Växjöstadsdelen Araby, Teleborgs slott, Kronobergs slott och municipalsamhället Växjö Östregård ligger i denna socken, medan som sockenkyrka användes Växjö domkyrka som var gemensam med staden och ligger i denna.

## Administrativ historik
Växjö socken har medeltida ursprung.
Före 1891 var socknen uppdelad på Kinnevalds härad (14 1/2 mantal) och Konga härad (11 1/3 mantal). Till Kinnevald hörde delen norr om staden: Kronoberg, Araby, Hof och Telestad. före 1 maj 1877 hörde hit även 1/2 mantal, Domprostgården, som då lades till Växjö stad.
Vid kommunreformen 1862 övergick socknens ansvar för de kyrkliga frågorna till Växjö landsförsamling och för de borgerliga frågorna till Växjö landskommun. Församlingen uppgick 1940 i Växjö församling och samma år inkorporerades landskommunen i Växjö stad som sedan 1971 uppgick i Växjö kommun.
1 januari 2016 inrättades distrikten Skogslyckan, Teleborg och Växjö Maria, med samma omfattning som motsvarande församlingar hade 1999/2000, och vari detta sockenområde ingår.
Socknen tillhört samma fögderier och domsagor som Konga härad. De indelta soldaterna tillhörde Smålands husarregemente, Växjö kompani, och Kronobergs regemente, Liv kompaniet.

## Geografi
Växjö socken består av en del söder om staden och en del norr om som skjuter ut i Helgasjön. Området är omväxlande och består av höjder och sjöar.

## Fornminnen
Två hällkistor är funna, ett vid Bäckaslöv. Flera rösen från bronsålern och flera rösen från bronsåldern samt några järnåldersgravfält.

### Fotnoter
1. ↑  Nordisk familjebok Växjö landskommun
2. 1 2 3 4  Sjögren, Otto (1931). Sverige geografisk beskrivning del 2 Östergötlands, Jönköpings, Kronobergs, Kalmar och Gotlands län. Stockholm: Wahlström & Widstrand. Libris 9939
3. ↑  Harlén, Hans; Harlén Eivy (2003). Sverige från A till Ö: geografisk-historisk uppslagsbok. Stockholm: Kommentus. Libris 9337075. ISBN 91-7345-139-8
4. ↑  Administrativ historik för Växjö socken (Klicka på församlingsposten). Källa: Nationella arkivdatabasen, Riksarkivet.
5. ↑  Fornlämningar, Statens historiska museum: Växjö socken
6. ↑  Fornminnesregistret, Riksantikvarieämbetet: Växjö socken Fornminnen i socknen erhålls på kartan genom att skriva in sockennamn (utan "socken") i "Ange geografiskt område"